# HD102354
HD102354 — хімічно пекулярна зоря спектрального класу A0, що має видиму зоряну величину в смузі V приблизно  8,8.
Вона  розташована на відстані близько 3328,1 світлових років від Сонця.

## Пекулярний хімічний склад
Зоряна атмосфера HD102354 має підвищений вміст 
Si
.